# Amastus semifulvus
Amastus semifulvus är en fjärilsart som beskrevs av Druce 1906. Amastus semifulvus ingår i släktet Amastus och familjen björnspinnare. Inga underarter finns listade i Catalogue of Life.